# Parti libéral d'Ukraine

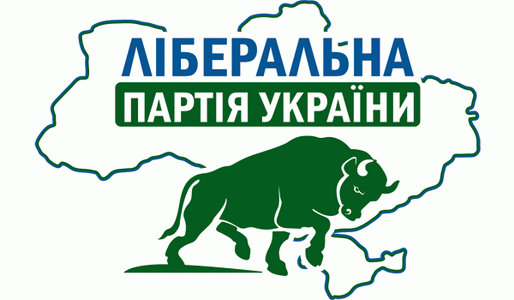
Logo de Parti libéral d'Ukraine

Le Parti libéral d'Ukraine (Liberal'na Partiya Ukrayiny) est un parti politique fondé en septembre 1991, notamment par Volodymyr Shcherban. Il est actuellement membre observateur de l'Internationale libérale. En 1996, l'un de ses principaux dirigeants, Yevhen Shcherban, est assassiné, ce qui suscite un déclin du parti.
Présent en 2002 sur les listes du bloc Notre Ukraine - Autodéfense populaire conduit par Viktor Iouchtchenko, le Parti libéral d'Ukraine obtient l'élection d'un député aux élections législatives cette année. En 2004, il choisit de soutenir le leader pro-russe Viktor Ianoukovytch, ce qui provoque le départ de l'unique député du PLU. Aux élections de 2006, le Parti décide de se présenter seul. Le résultat est désastreux : 0.04 % des voix et aucun élu.